# Ferdinand Rudolph Hassler
Ferdinand Rudolph Hassler (6 de octubre de 1770 - 20 de noviembre de 1843) fue un geodesta suizo-estadounidense cuyo trabajo es considerado el origen tanto de la Oficina Nacional de Administración Oceánica y Atmosférica (NOAA) como del Instituto Nacional de Estándares y Tecnología (NIST) debido a sus logros como primer Superintendente del Levantamiento Geodésico de la Costa de los Estados Unidos y como primer Superintendente de Pesas y Medidas de EE. UU.

## Primeros años
Hassler nació en 1770 en Aarau, Suiza. Era hijo de Magdalena Ernst y de Hans Jakob Hassler, un próspero relojero y funcionario local. Asistió a la escuela latina y a una escuela privada avanzada, y en 1786 pasó al instituto que más tarde se convirtió en la Universidad de Berna. Estudió primero Derecho, pero se convirtió en alumno de Johann Georg Tralles y cambió su enfoque académico hacia la astronomía, las matemáticas y la física. De 1791 a 1797 continuó sus estudios en Francia y Alemania. En el verano de 1793, estudió con los científicos Jean-Charles de Borda, Jean-Baptiste Joseph Delambre, Joseph Lalande y Antoine Lavoisier en París. Trabajó en el estudio trigonométrico de Suiza antes de emigrar a Estados Unidos en 1805.

## Carrera
Fue elegido miembro de la American Philosophical Society el 17 de abril de 1807. Por influencia de Albert Gallatin, fue nombrado por el presidente Thomas Jefferson profesor de matemáticas en la Academia Militar de los Estados Unidos, donde dio clases entre 1807 y 1810. Hassler era impopular como profesor y fue despedido el 31 de diciembre de 1809, cuando John Calhoun, entonces Secretario de Guerra, se dio cuenta de que el Congreso no había autorizado la contratación de civiles para el personal de la academia. Hassler obtuvo otra cátedra de matemáticas en el Union College de Schenectady de 1810 a 1811.

### Levantamiento Geodésico de la Costa de EE. UU.
En 1811, fue contratado por el gobierno de los Estados Unidos para comenzar un levantamiento hidrográfico y geodésico de la costa de los EE. UU. Una Ley del Congreso fechada el 10 de febrero de 1807, asignó 50.000 dólares para el comienzo de los trabajos. En 1812, Hassler fue nombrado superintendente del Levantamiento Geodésico de la Costa de Estados Unidos por el Congreso. Fue enviado a Francia e Inglaterra para adquirir el instrumental necesario para llevar a cabo el proyecto. Compró aparatos de los fabricantes franceses y británicos más reputados. Después de que estallara la guerra anglo-estadounidense de 1812, sus instrumentos fueron confiscados como botín de guerra y Hassler estuvo detenido en Inglaterra hasta 1815 porque los británicos lo consideraban un espía enemigo.
Tras su regreso a los Estados Unidos, el presidente James Madison lo nombró primer superintendente del Levantamiento Geodésico de la Costa en 1816. Su creatividad se puso de manifiesto en el diseño de nuevos instrumentos topográficos. El más original fue el conocido como aparato de línea de base de Hassler, que incluía una idea que él mismo había elaborado en Suiza y perfeccionado en Estados Unidos. En lugar de poner en contacto diferentes barras durante el proceso de medición de la línea de base, utilizó cuatro barras de hierro de 2 metros (2,2 yd) unidas entre sí con una longitud total de 8 metros (8,7 yd) y contacto óptico. En febrero-marzo de 1817, normalizó las barras de su aparato, que estaban calibradas en realidad sobre el metro del Comité (una copia auténtica del metro de platino e iridio) que era propiedad de la American Philosophical Society, a quien se lo había regalado el propio Hassler, que lo había recibido de Tralles, un miembro extranjero del Comité francés encargado de la construcción del metro patrón por comparación con la toesa del Perú, que había servido como unidad de longitud en la medición de los arcos de meridiano en Francia y Perú. El metro del Comité poseía toda la autenticidad de cualquier metro original existente, ya que llevaba no solo el sello del comité, sino también la marca original por la que se distinguía de las otras barras durante la operación de normalización. De este modo, el metro se convirtió en la unidad de longitud para la geodesia en los Estados Unidos. De hecho, el metro de comité sirvió como estándar de longitud para el Servicio Geodésico y Costero hasta 1890, cuando llegó el prototipo nacional del metro Barra n.º 27 asignado a los Estados Unidos en 1889 en la primera Conferencia General de Pesas y Medidas celebrada en Washington D. C. Sin embargo, Hassler había excedido los límites de gasto que se habían establecido para su viaje a Europa, y la controversia resultante prefiguró las fricciones entre Hassler y el gobierno estadounidense que plagarían su carrera. En 1818, el Congreso destituyó a Hassler de su función de superintendente del Servicio Costero y entregó el control al Ejército de los Estados Unidos, que permaneció al frente de la institución hasta 1832.
El 10 de julio de 1832, el Congreso restableció el Levantamiento Costero sobre la base de la ley original de 1807. Por recomendación del presidente Jackson, Hassler volvió a ser su superintendente. El servicio pasó a llamarse United States Coast Survey en 1836 y en 1878 se convirtió en el Servicio Geodésico y Costero de los Estados Unidos.

### Superintendente de pesos y medidas
Hassler también pudo continuar con su supervisión sobre el trabajo en Pesos y Medidas. Se convirtió en el jefe de la Oficina de Pesos y Medidas Estándar (esta oficina fue la progenitora de la Oficina de Estándares de los Estados Unidos creada por una Ley del 3 de marzo de 1901) en el Departamento del Tesoro como una oficina dentro del Servicio del Levantamiento Geodésico de la Costa que se reorganizó en 1832. Allí se llevó a cabo el trabajo inicial de establecer los estándares de pesos y medidas en los Estados Unidos, con la participación de su compatriota inmigrante suizo Albert Gallatin, entonces embajador de los Estados Unidos en Londres, quien en 1827 había traído de Europa una libra troy de latón, fabricada a pedido suyo por Henry Kater, de la que se derivó el patrón de masa. Esta libra troy llamada libra troy de la Casa de la Moneda de los Estados Unidos en Filadelfia o libra troy, 1824 se utilizó como patrón para la acuñación de dinero hasta el siglo XX. La libra avoirdupois adoptada por Hassler equivalía a 7000 granos, mientras que la libra troy, 1824 equivalía a 5760 granos.
En el otoño de 1829, Hassler fue designado calibrador en la Aduana de Nueva York. Durante algún tiempo, el Congreso había estado discutiendo el establecimiento de un patrón de pesos y medidas para los Estados Unidos. Hasta ese momento, las diversas aduanas habían trabajado independientemente unas de otras. Utilizaban pesas y medidas independientes de dondequiera que pudieran obtenerse -la mayoría de ellas provenían de Inglaterra- y en algunos casos dependían de los estándares ordinarios de los funcionarios locales. El 29 de mayo de 1829, el Senado decidió una comparación de pesas y medidas utilizadas en las aduanas. Cinco meses después, el presidente Andrew Jackson nombró a Hassler calibrador de los Estados Unidos. Con la aprobación del Secretario del Tesoro Samuel D. Ingham y del presidente Jackson, decidió adoptar estándares para los Estados Unidos y producirlos y distribuirlos a las aduanas. El 3 de marzo de 1831, Samuel D. Ingham informó al presidente del Senado que la inspección de Hassler estaba muy avanzada y mencionó la escala Troughton como una de las unidades auténticas adoptadas para la comparación. La escala Troughton se consideró idéntica a la escala Bird's Standard Yard de 1760, que había sido probada y considerada idéntica a la escala parlamentaria británica de 1758, que fue destruida en 1834. Las unidades fundamentales de longitud, masa y capacidad recomendadas por Hassler fueron adoptadas por el Departamento del Tesoro en 1832. Otro estándar nacional significativo que se adoptó en 1832 fue el galón de 231 pulgadas cúbicas. Apreciado por los informes del Tesoro sobre el progreso de Hassler, el Congreso, en una resolución conjunta del 14 de junio de 1836, dio su aprobación formal y ordenó al Tesoro que fabricara para las aduanas los estándares de pesos y medidas establecidos por Hassler. En virtud de la resolución conjunta de 1836, la Oficina de Pesos y Medidas del Servicio del Levantamiento Geodésico Costero se considera formalmente establecida a partir de esa fecha.
Fue elegido miembro de la American Antiquarian Society en 1838.

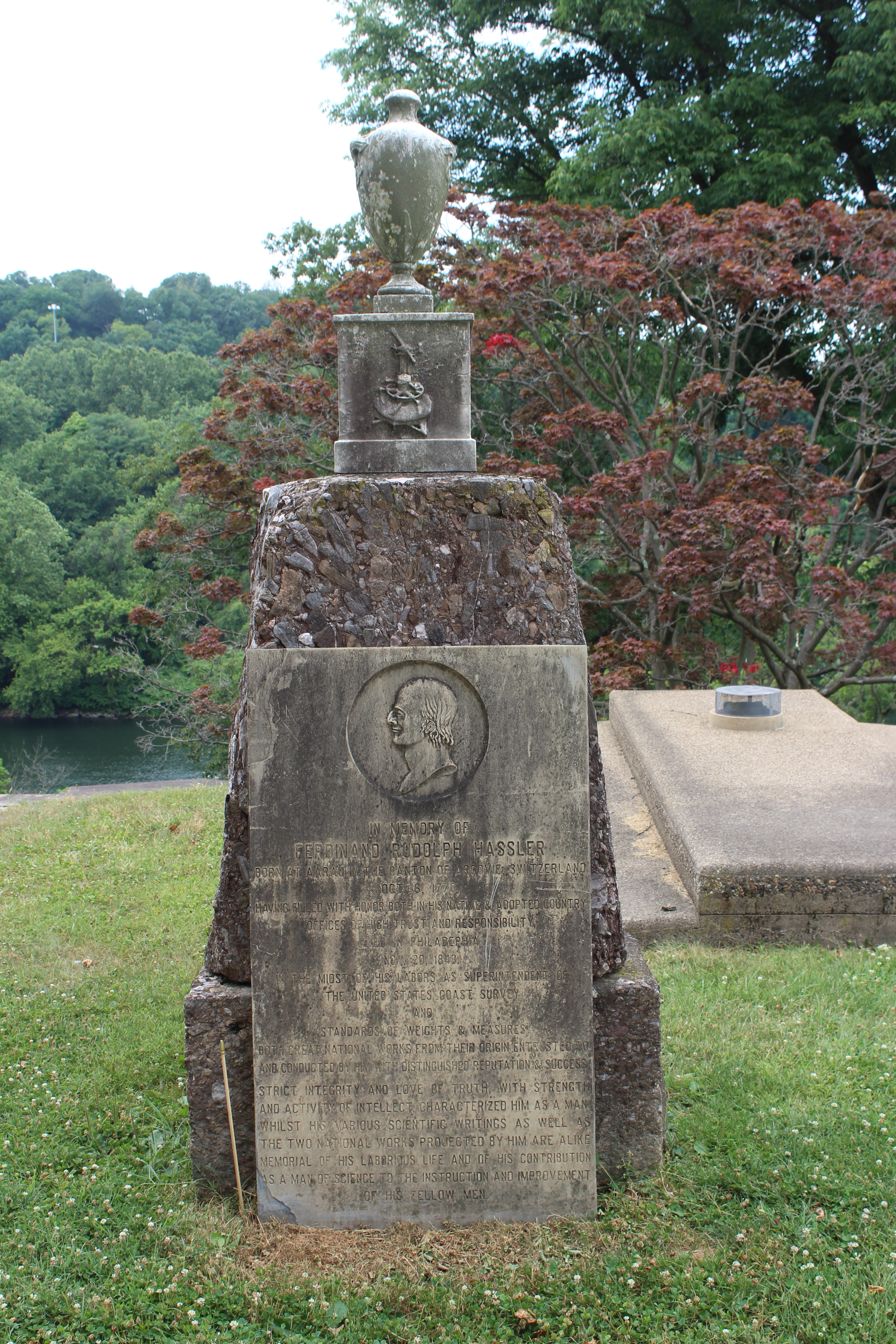
Hito conmemorativo de la sepultura de Ferdinand Rudolph Hassler en el cementerio de Laurel Hill

Murió el 20 de noviembre de 1843, y fue enterrado en el cementerio de Laurel Hill de Filadelfia.

## Legado
El barco de vapor con casco de hierro Hassler, construido en 1870, recibió este nombre en su memoria.
El buque hidrográfico NOAAS Ferdinand R. Hassler (S 250) de la Oficina Nacional de Administración Oceánica y Atmosférica también recibió su nombre en honor a Hassler.
La nieta de Hassler, Mary Caroline Hassler Newcomb, se casó con el célebre astrónomo y matemático Simon Newcomb. Simon y Mary Caroline Hassler Newcomb eran los abuelos del también célebre profesor de matemáticas, Hassler Whitney.